# Temporada da NHL de 1992–93
A temporada da NHL de 1992–93 foi a 76.ª  temporada da National Hockey League (NHL). Cada jogador usou um emblema em seu uniforme durante a temporada regular e playoffs para celebrar o centésimo aniversário da Copa Stanley. Vinte e quatro times disputaram 84 partidas cada. Esta se tornou, à época, a temporada regular com mais gols na história da NHL, com um total de 7.311 gols marcados em 1.008 jogos, com média de 7,25 por jogo. Vinte dos vinte e quatro times marcaram mais de três gols por jogo, e apenas dois times, o Toronto Maple Leafs e o Chicago Blackhawks, levaram menos de três gols por jogo. Apenas 68 shutouts foram conseguidos durante a temporada regular. Vinte e um jogadores atingiram a marca de 100 pontos e 14 chegaram à marca de 50 gols. O Montreal Canadiens ganhou sua 24ª Copa ao derrotar o Los Angeles Kings por 4-1. Até hoje, esta foi a última vez em que uma equipe canadense ganhou a Copa Stanley.

## Negócios da Liga
Esta foi a última temporada das Conferências Gales e Campbell, e das Divisões Adams, Patrick, Norris, e Smythe. Tanto as conferências quanto as divisões seriam renomeadas para refletir a geografia a partir da temporada seguinte. Esta também foi a última temporada em que o ranqueamento dos playoffs foi feito pela divisão; eles seriam classificados e divididos pela conferência (como na NBA) em 1993–94.
Esta temporada viu dois novos times se juntarem à liga: o Ottawa Senators e o Tampa Bay Lightning. O Senators foi um reavivamento de um antigo time da NHL de mesmo nome e trouxe o hóquei profissional de volta à capital canadense, enquanto a franquia de Tampa Bay (liderada pelos irmãos do Hall da Fama do Hóquei Phil e Tony Esposito) fortaleceu a presença da liga no  Cinturão do Sol, que havia começado com a entrada do Los Angeles Kings em 1967.
Todos os times usaram um emblema comemorativo nessa temporada para celebrar os 100 anos da Copa Stanley.
Em 1º de fevereiro de 1993, Gary Bettman tornou-se o primeiro Comissário da NHL. Antes disto, o chefe executivo da NHL era chamado de "Presidente".

### Mudança nas Regras
- A duração do calendário mudou para 84 jogos. Dois jogos de cada equipe deveriam ser disputados em cidades sem times na NHL.
- Instigação à briga ocasionaria em penalidade de má conduta de jogo.
- Substituições não foram permitidas para penalidades menores coincidentes quando ambos os times estivessem com força máxima.
- Penalidade menor por simulação criada.

## Tempoerada Regular
Teemu Selanne do Winnipeg Jets quebrou o recorde de estreantes com 76 gols e 56 assistências para 132 pontos na temporada. Ele foi nomeado o vencedor do Troféu Memorial Calder como o Estreante do Ano, e seus gois e pontos se mantêm como o recorde para um estreante até hoje.
O New York Rangers não chegou aos playoffs. Esta foi a primeira vez desde a criação do Troféu dos Presidentes em que o melhor time da temporada anterior perdeu os playoffs do ano seguinte.
Pela primeira vez em sua carreira na NHL, Wayne Gretzky não terminou entre os três primeiros na artilharia. Uma lesão nas costas limitou Gretzky a 45 jogos, nos quais marcou 65 pontos.

### Classificação final
Nota: J = Partidas jogadas, V = Vitórias, D = Derrotas, E = Empates, Pts = Pontos, GP = Gols pró, GC = Gols contra, PEM=Penalizações em minutos

Times que se classificaram aos playoffs estão destacados em negrito

#### Conferência Príncipe de Gales
| Divisão Adams      | J  | V  | D  | E  | GP  | GC   | Pts |
| ------------------ | -- | -- | -- | -- | --- | ---- | --- |
| Boston Bruins      | 84 | 51 | 26 | 7  | 332 | 268  | 109 |
| Quebec Nordiques   | 84 | 47 | 27 | 10 | 351 | 3000 | 104 |
| Montreal Canadiens | 84 | 48 | 30 | 6  | 326 | 280  | 102 |
| Buffalo Sabres     | 84 | 38 | 36 | 10 | 335 | 297  | 86  |
| Hartford Whalers   | 84 | 26 | 52 | 6  | 284 | 369  | 58  |
| Ottawa Senators    | 84 | 10 | 70 | 4  | 202 | 395  | 24  |

| Divisão Patrick     | J  | V  | D  | E  | GP  | GC  | Pts |
| ------------------- | -- | -- | -- | -- | --- | --- | --- |
| Pittsburgh Penguins | 84 | 56 | 21 | 7  | 367 | 268 | 119 |
| Washington Capitals | 84 | 43 | 34 | 7  | 325 | 286 | 93  |
| New York Islanders  | 84 | 40 | 37 | 7  | 335 | 297 | 87  |
| New Jersey Devils   | 84 | 40 | 37 | 7  | 308 | 299 | 87  |
| Philadelphia Flyers | 84 | 36 | 37 | 11 | 319 | 319 | 83  |
| New York Rangers    | 84 | 34 | 39 | 11 | 304 | 308 | 79  |

#### Conferência Clarence Campbell
| Divisão Norris        | J  | V  | D  | E  | GP  | GC  | Pts |
| --------------------- | -- | -- | -- | -- | --- | --- | --- |
| Chicago Blackhawks    | 84 | 47 | 25 | 12 | 279 | 230 | 106 |
| Detroit Red Wings     | 84 | 47 | 28 | 9  | 369 | 280 | 103 |
| Toronto Maple Leafs   | 84 | 44 | 29 | 11 | 288 | 241 | 99  |
| St. Louis Blues       | 84 | 37 | 36 | 11 | 282 | 278 | 85  |
| Minnesota North Stars | 84 | 36 | 38 | 10 | 272 | 293 | 82  |
| Tampa Bay Lightning   | 84 | 23 | 54 | 7  | 245 | 332 | 53  |

| Divisão Smythe    | J  | V  | D  | E  | GP  | GC  | Pts |
| ----------------- | -- | -- | -- | -- | --- | --- | --- |
| Vancouver Canucks | 84 | 46 | 29 | 9  | 346 | 278 | 101 |
| Calgary Flames    | 84 | 43 | 30 | 11 | 322 | 282 | 97  |
| Los Angeles Kings | 84 | 39 | 35 | 10 | 338 | 340 | 88  |
| Winnipeg Jets     | 84 | 40 | 37 | 7  | 322 | 320 | 87  |
| Edmonton Oilers   | 84 | 26 | 50 | 8  | 242 | 337 | 60  |
| San Jose Sharks   | 84 | 11 | 71 | 2  | 218 | 414 | 24  |

## Playoffs

### Tabela dos Playoffs
|  | Fase preliminar               | Fase preliminar | Fase preliminar |              |            | Quartas-de-final | Quartas-de-final | Quartas-de-final |  |    | Semifinais | Semifinais | Semifinais |  |    | Final da Copa Stanley | Final da Copa Stanley | Final da Copa Stanley |
|  |                               |                 |                 |              |            |                  |                  |                  |  |    |            |            |            |  |    |                       |                       |                       |
|  | 1                             | Boston          | 0               |              |            |                  |                  |                  |  |    |            |            |            |  |    |                       |                       |                       |
|  | 4                             | Buffalo         | 4               |              |            |                  |                  |                  |  |    |            |            |            |  |    |                       |                       |                       |
|  | 4                             | Buffalo         | 4               |              | 3          | Montreal         | 4                |                  |  |    |            |            |            |  |    |                       |                       |                       |
|  |                               |                 |                 |              | 3          | Montreal         | 4                |                  |  |    |            |            |            |  |    |                       |                       |                       |
|  |                               |                 | 4               | Buffalo      | 0          |                  |                  |                  |  |    |            |            |            |  |    |                       |                       |                       |
|  | 2                             | Quebec          | 4               | Buffalo      | 0          | 2                |                  |                  |  |    |            |            |            |  |    |                       |                       |                       |
|  | 2                             | Quebec          |                 |              |            | 2                |                  |                  |  |    |            |            |            |  |    |                       |                       |                       |
|  | 3                             | Montreal        | 4               |              |            |                  |                  |                  |  |    |            |            |            |  |    |                       |                       |                       |
|  | 3                             | Montreal        | 4               |              |            |                  |                  |                  |  | A3 | Montreal   | 4          |            |  |    |                       |                       |                       |
|  | Conferência Príncipe de Gales |                 |                 |              |            |                  |                  |                  |  | A3 | Montreal   | 4          |            |  |    |                       |                       |                       |
|  |                               | P3              | NY Islanders    | 1            |            |                  |                  |                  |  |    |            |            |            |  |    |                       |                       |                       |
|  | 1                             | P3              | NY Islanders    | 1            | Pittsburgh | 4                |                  |                  |  |    |            |            |            |  |    |                       |                       |                       |
|  | 1                             |                 |                 |              | Pittsburgh | 4                |                  |                  |  |    |            |            |            |  |    |                       |                       |                       |
|  | 4                             | New Jersey      | 1               |              |            |                  |                  |                  |  |    |            |            |            |  |    |                       |                       |                       |
|  | 4                             | New Jersey      | 1               |              | 1          | Pittsburgh       | 3                |                  |  |    |            |            |            |  |    |                       |                       |                       |
|  |                               |                 |                 |              | 1          | Pittsburgh       | 3                |                  |  |    |            |            |            |  |    |                       |                       |                       |
|  |                               |                 | 3               | NY Islanders | 4          |                  |                  |                  |  |    |            |            |            |  |    |                       |                       |                       |
|  | 2                             | Washington      | 3               | NY Islanders | 4          | 2                |                  |                  |  |    |            |            |            |  |    |                       |                       |                       |
|  | 2                             | Washington      |                 |              |            | 2                |                  |                  |  |    |            |            |            |  |    |                       |                       |                       |
|  | 3                             | NY Islanders    | 4               |              |            |                  |                  |                  |  |    |            |            |            |  |    |                       |                       |                       |
|  | 3                             | NY Islanders    | 4               |              |            |                  |                  |                  |  |    |            |            |            |  | A3 | Montreal              | 4                     |                       |
|  |                               |                 |                 |              |            |                  |                  |                  |  |    |            |            |            |  | A3 | Montreal              | 4                     |                       |
|  |                               | S3              | Los Angeles     | 1            |            |                  |                  |                  |  |    |            |            |            |  |    |                       |                       |                       |
|  | 1                             | S3              | Los Angeles     | 1            | Chicago    | 0                |                  |                  |  |    |            |            |            |  |    |                       |                       |                       |
|  | 1                             |                 |                 |              | Chicago    | 0                |                  |                  |  |    |            |            |            |  |    |                       |                       |                       |
|  | 4                             | St. Louis       | 4               |              |            |                  |                  |                  |  |    |            |            |            |  |    |                       |                       |                       |
|  | 4                             | St. Louis       | 4               |              | 3          | Toronto          | 4                |                  |  |    |            |            |            |  |    |                       |                       |                       |
|  |                               |                 |                 |              | 3          | Toronto          | 4                |                  |  |    |            |            |            |  |    |                       |                       |                       |
|  |                               |                 | 4               | St. Louis    | 3          |                  |                  |                  |  |    |            |            |            |  |    |                       |                       |                       |
|  | 2                             | Detroit         | 4               | St. Louis    | 3          | 3                |                  |                  |  |    |            |            |            |  |    |                       |                       |                       |
|  | 2                             | Detroit         |                 |              |            | 3                |                  |                  |  |    |            |            |            |  |    |                       |                       |                       |
|  | 3                             | Toronto         | 4               |              |            |                  |                  |                  |  |    |            |            |            |  |    |                       |                       |                       |
|  | 3                             | Toronto         | 4               |              |            |                  |                  |                  |  | N3 | Toronto    | 3          |            |  |    |                       |                       |                       |
|  | Conferência Clarence Campbell |                 |                 |              |            |                  |                  |                  |  | N3 | Toronto    | 3          |            |  |    |                       |                       |                       |
|  |                               | S3              | Los Angeles     | 4            |            |                  |                  |                  |  |    |            |            |            |  |    |                       |                       |                       |
|  | 1                             | S3              | Los Angeles     | 4            | Vancouver  | 4                |                  |                  |  |    |            |            |            |  |    |                       |                       |                       |
|  | 1                             |                 |                 |              | Vancouver  | 4                |                  |                  |  |    |            |            |            |  |    |                       |                       |                       |
|  | 4                             | Winnipeg        | 2               |              |            |                  |                  |                  |  |    |            |            |            |  |    |                       |                       |                       |
|  | 4                             | Winnipeg        | 2               |              | 1          | Vancouver        | 2                |                  |  |    |            |            |            |  |    |                       |                       |                       |
|  |                               |                 |                 |              | 1          | Vancouver        | 2                |                  |  |    |            |            |            |  |    |                       |                       |                       |
|  |                               |                 | 3               | Los Angeles  | 4          |                  |                  |                  |  |    |            |            |            |  |    |                       |                       |                       |
|  | 2                             | Calgary         | 3               | Los Angeles  | 4          | 2                |                  |                  |  |    |            |            |            |  |    |                       |                       |                       |
|  | 2                             | Calgary         |                 |              |            | 2                |                  |                  |  |    |            |            |            |  |    |                       |                       |                       |
|  | 3                             | Los Angeles     | 4               |              |            |                  |                  |                  |  |    |            |            |            |  |    |                       |                       |                       |

### Final

#### Montreal vs. Los Angeles
| Date        | Away        | Score | Home        | Score | Notes |
| ----------- | ----------- | ----- | ----------- | ----- | ----- |
| 1º de junho | Los Angeles | 4     | Montreal    | 1     |       |
| 3 de junho  | Los Angeles | 2     | Montreal    | 3     | (OT)  |
| 5 de junho  | Montreal    | 4     | Los Angeles | 3     | (OT)  |
| 7 de junho  | Montreal    | 3     | Los Angeles | 2     | (OT)  |
| 9 de junho  | Los Angeles | 1     | Montreal    | 4     |       |

Montreal venceu a série melhor-de-sete por 4–1. Patrick Roy (Montreal) ganhou o Troféu Conn Smythe

## Prêmios da NHL
| Troféu dos Presidentes:         | Pittsburgh Penguins                                         |
| Troféu Príncipe de Gales:       | Montreal Canadiens                                          |
| Taça Clarence S. Campbell:      | Los Angeles Kings                                           |
| Troféu Art Ross:                | Mario Lemieux, Pittsburgh Penguins                          |
| Troféu Memorial Bill Masterton: | Mario Lemieux, Pittsburgh Penguins                          |
| Troféu Memorial Calder:         | Teemu Selanne, Winnipeg Jets                                |
| Troféu Conn Smythe:             | Patrick Roy, Montreal Canadiens                             |
| Troféu Frank J. Selke:          | Doug Gilmour, Toronto Maple Leafs                           |
| Troféu Memorial Hart:           | Mario Lemieux, Pittsburgh Penguins                          |
| Prêmio Jack Adams:              | Pat Burns, Toronto Maple Leafs                              |
| Troféu Memorial James Norris:   | Chris Chelios, Chicago Blackhawks                           |
| Troféu Memorial King Clancy:    | Dave Poulin, Boston Bruins                                  |
| Troféu Memorial Lady Byng:      | Pierre Turgeon, New York Islanders                          |
| Prêmio Lester B. Pearson:       | Mario Lemieux, Pittsburgh Penguins                          |
| Prêmio Mais/Menos da NHL:       | Mario Lemieux, Pittsburgh Penguins                          |
| Troféu Vezina:                  | Ed Belfour, Chicago Blackhawks                              |
| Troféu William M. Jennings:     | Ed Belfour, Chicago Blackhawks                              |
| Troféu Lester Patrick:          | Frank Boucher, Mervyn "Red" Dutton, Bruce McNall, Gil Stein |

### Seleções da liga
| Primeiro Time                      | Posição | Segundo Time                       |
| ---------------------------------- | ------- | ---------------------------------- |
| Ed Belfour, Chicago Blackhawks     | G       | Tom Barrasso, Pittsburgh Penguins  |
| Chris Chelios, Chicago Blackhawks  | D       | Larry Murphy, Pittsburgh Penguins  |
| Ray Bourque, Boston Bruins         | D       | Al Iafrate, Washington Capitals    |
| Mario Lemieux, Pittsburgh Penguins | C       | Pat LaFontaine, Buffalo Sabres     |
| Teemu Selanne, Winnipeg Jets       | PD      | Alexander Mogilny, Buffalo Sabres  |
| Luc Robitaille, Los Angeles Kings  | PE      | Kevin Stevens, Pittsburgh Penguins |

## Estatísticas dos Jogadores

### Artilheiros
J = Partidas jogadas, G = Gols, A = Assistências, Pts = Pontos, PEM = Penalizações em minutos, PPG = Gols em power play, SHG = Gols com jogador a menos, GHG = Gol da vitória no jogo
| Jogador           | Time         | J  | G  | A  | Pts |
| ----------------- | ------------ | -- | -- | -- | --- |
| Mario Lemieux     | Pittsburgh   | 60 | 69 | 91 | 160 |
| Pat LaFontaine    | Buffalo      | 84 | 53 | 95 | 148 |
| Adam Oates        | Boston       | 84 | 45 | 97 | 142 |
| Steve Yzerman     | Detroit      | 84 | 58 | 79 | 137 |
| Teemu Selanne     | Winnipeg     | 84 | 76 | 56 | 132 |
| Pierre Turgeon    | NY Islanders | 83 | 58 | 74 | 132 |
| Alexander Mogilny | Buffalo      | 77 | 76 | 51 | 127 |
| Doug Gilmour      | Toronto      | 83 | 32 | 95 | 127 |
| Luc Robitaille    | Los Angeles  | 84 | 63 | 62 | 125 |
| Mark Recchi       | Philadelphia | 84 | 53 | 70 | 123 |

### Melhores Goleiros
Mínimo de 2000 min. J = Partidas jogadas, MJ=Minutos jogados, GC = Gols contra, TG = Tiros ao gol, MGC = Média de gols contra, V = Vitórias, D = Derrotas, E = Empates, SO = Shutouts, Def% = Porcentagem de defesas
| Jogador       | Time            | J  | MJ   | GC  | SO | MGC  |
| ------------- | --------------- | -- | ---- | --- | -- | ---- |
| Felix Potvin  | Toronto         | 48 | 2781 | 116 | 2  | 2.50 |
| Ed Belfour    | Chicago         | 71 | 4106 | 177 | 7  | 2.59 |
| Tom Barrasso  | Pittsburgh      | 63 | 3702 | 186 | 4  | 3.01 |
| Curtis Joseph | St. Louis       | 68 | 3890 | 196 | 1  | 3.02 |
| Kay Whitmore  | Vancouver       | 31 | 1817 | 94  | 1  | 3.10 |
| Dominik Hasek | Buffalo         | 28 | 1429 | 75  | 0  | 3.15 |
| Andy Moog     | Boston          | 55 | 3194 | 168 | 3  | 3.16 |
| Jeff Reese    | Calgary         | 26 | 1311 | 70  | 1  | 3.20 |
| Patrick Roy   | Montreal        | 62 | 3595 | 192 | 2  | 3.20 |
| Daren Puppa   | Buffalo/Toronto | 32 | 1785 | 96  | 2  | 3.23 |

## Lista completa de jogos em locais neutros
| Data                    | Vencedor     | Placar | Perdedor     | Placar | Prorrogação | Cidade        | Estado/Província | Arena                              | Público |
| ----------------------- | ------------ | ------ | ------------ | ------ | ----------- | ------------- | ---------------- | ---------------------------------- | ------- |
| 13 de outubro de 1992   | Calgary      | 4      | Minnesota    | 3      |             | Saskatoon     | SK               | SaskPlace                          | 8,783   |
| 20 de outubro de 1992   | Toronto      | 5      | Ottawa       | 3      |             | Hamilton      | ON               | Copps Coliseum                     | 7,186   |
| 3 de novembro de 1992   | Washington   | 4      | Chicago      | 1      |             | Indianapolis  | IN               | Market Square Arena                | 8,792   |
| 17 de novembro de 1992  | Quebec       | 3      | Toronto      | 1      |             | Hamilton      | ON               | Copps Coliseum                     | 17,026* |
| 18 de novembro de 1992  | New Jersey   | 3      | Buffalo      | 2      |             | Hamilton      | ON               | Copps Coliseum                     | 6,972   |
| 1º de dezembro de 1992  | Los Angeles  | 6      | Chicago      | 3      |             | Milwaukee     | WI               | Bradley Center                     | N/A     |
| 8 de dezembro de 1992   | Montréal     | 5      | Los Angeles  | 5      |             | Phoenix       | AZ               | Arizona Veterans Memorial Coliseum | 12,276  |
| 9 de dezembro de 1992   | NY Rangers   | 6      | Tampa Bay    | 5      |             | Miami         | FL               | Miami Arena                        | 12,842  |
| 13 de dezembro de 1992  | NY Islanders | 4      | Edmonton     | 1      |             | Oklahoma City | OK               | Myriad Convention Center           | 11,110  |
| 15 de dezembro de 1992  | St. Louis    | 4      | NY Islanders | 3      |             | Dallas        | TX               | Reunion Arena                      | N/A     |
| 4 de janeiro de 1993    | Montréal     | 2      | San Jose     | 1      |             | Sacramento    | CA               | ARCO Arena                         | 11,814  |
| 18 de janeiro de 1993   | Winnipeg     | 8      | Hartford     | 7      |             | Saskatoon     | SK               | SaskPlace                          | 7,756   |
| 8 de fevereiro de 1993  | Pittsburgh   | 4      | Boston       | 0      |             | Atlanta       | GA               | The Omni                           | 12,572  |
| 9 de fevereiro de 1993  | St. Louis    | 3      | Hartford     | 1      |             | Peoria        | IL               | Carver Arena                       | 9,013   |
| 16 de fevereiro de 1993 | Calgary      | 4      | Philadelphia | 4      | (OT)        | Cincinnati    | OH               | Riverfront Coliseum                | N/A     |
| 19 de fevereiro de 1993 | Quebec       | 5      | Tampa Bay    | 2      |             | Halifax       | NS               | Halifax Metro Centre               | 9,584   |
| 22 de fevereiro de 1993 | Detroit      | 5      | Philadelphia | 5      | (OT)        | Cleveland     | OH               | Richfield Coliseum                 | 13,382  |
| 22 de fevereiro de 1993 | NY Rangers   | 4      | San Jose     | 0      |             | Sacramento    | CA               | ARCO Arena                         | 13,633  |
| 23 de fevereiro de 1993 | Winnipeg     | 8      | Ottawa       | 2      |             | Saskatoon     | SK               | SaskPlace                          | 7,245   |
| 1º de março de 1993     | Vancouver    | 5      | Buffalo      | 2      |             | Hamilton      | ON               | Copps Coliseum                     | 17,098* |
| 11 de março de 1993     | Minnesota    | 4      | Vancouver    | 3      |             | Saskatoon     | SK               | SaskPlace                          | 12,006* |
| 16 de março de 1993     | Washington   | 4      | Detroit      | 2      |             | Milwaukee     | WI               | Bradley Center                     | N/A     |
| 16 de março de 1993     | Boston       | 3      | New Jersey   | 1      |             | Providence    | RI               | Providence Civic Center            | N/A     |
| 21 de março de 1993     | Pittsburgh   | 6      | Edmonton     | 4      |             | Cleveland     | OH               | Richfield Coliseum                 | 18,782* |

O jogo Hartford-St. Louis foi marcado originalmente para ser disputado em 29 de dezembro de 1992 em Birmingham, Alabama.

## Eventos e marcas
- Manon Rheaume tornou-se a primeira mulhera  jogar para uma liga profissional na América do Norte quando ficou no gol para o amistoso do Tampa Bay Lightning em 23 de setembro de 1992, contra o St. Louis Blues.
- Ottawa Senators e Tampa Bay Lightning entraram na liga, fazendo com que chegasse a 24 times. Ambos venceriam seu jogo de abertura e ficariam rapidamente no topo de suas divisões, o que levou Harry Neale a proclamar jocosamente antes do fim da primeira vitória de Ottawa que Senators e Lightning chegariam à final da Copa Stanley em maio.
- Outubro de 1992: Gil Stein foi nomeado Presidente da NHL.
- Fevereiro de 1993: Gary Bettman nomeado Comissário da NHL.
- Recorde de mais jogadores com 100 pontos e com 50 gols em uma temporada.
- 10 de fevereiro de 1993: Em uma surra de 13-1 no San Jose Sharks, o goleiro de Calgary Flames Jeff Reese estabeleceu recordes na NHL de mais pontos e mais assistências por um goleiro em um único jogo, com 3.
- Os playoffs de 1993 da Copa Stanley marcaram o seu 100º aniversário.
- Como parte do estabelecido na greve, a the NHL e a Bruce McNall's Multivision Marketing and Public Relations Co. organizaram 24 partidas da temporada regular em cidades sem franquias. Estes jogos foram vistos como um teste para futuras expansões, e várias das cidades escolhidas—Phoenix, Atlanta, Dallas e Miami—foram eventualmente os locais de expansões ou realocações. Em 8 de fevereiro de 1993, foi disputada a primeira partida da NHL no The Omni desde 1980, quando o Calgary Flames jogou naquela arena de Atlanta. Aquela cidade ganharia um novo time em 1999. Em 22 daquele mês, foi disputada a primeira partida na arena de Cleveland, Richfield Coliseum, antiga casa do Barons, desde 1978, antes de sua falência. Ohio ganhou um time em 2000 com o Columbus Blue Jackets.
- Pittsburgh Penguins estabeleceu um recorde na NHL de maior sequência de vitórias, com 17 jogos. De forma oposta, o San Jose Sharks igualou o recorde negativo de maior número de derrotas seguidas, com 17.

### Principais negociações
- 30 de junho de 1992: Eric Lindros trocado de Quebec para Philadelphia por Peter Forsberg, Ron Hextall, Mike Ricci, Kerry Huffman, Steve Duchesne, "considerações futuras" (eventualmente se tornou Chris Simon), duas escolhas de primeira rodada no Draft e  US$15 milhões. Uma das escolhas no Draft foi usada pelo Nordiques para pegar o goleiro Jocelyn Thibault, e a outra foi trocada duas vezes e usada finalmente pelo Washington Capitals para escolher Nolan Baumgartner.

### Recordes quebrados/igualados

#### Temporada Regular

##### Time
- Mais derrotas em uma temporada: San Jose Sharks (71)
- Menos empates em uma temporada: San Jose Sharks (2)
- Mais derrotas em casa em uma temporada: San Jose Sharks (32)
- Mais derrotas fora de casa em uma temporada: Ottawa Senators (40)
- Menos vitórias fora de casa em uma temporada: Ottawa Senators (1)*
- Maior sequência de vitórias: Pittsburgh Penguins (17) (Recorde da NHL)
- Maior sequência de derrotas: San Jose Sharks (17)*
- Maior sequência de derrotas fora de casa: Ottawa Senators (38)
- Maior sequência de jogos sem vencer fora de casa: Ottawa Senators (38)
- Maior número de pontuadores acima dos 100 pontos em uma temporada: Pittsburgh Penguins (4)*
- Três gols mais rápidos desde o início do período, por um time: Calgary Flames (0:53, 10 de fevereiro de 1993)

##### Individual
- Mais gols, incluindo playoffs: Wayne Gretzky (875)
- Maior número de temporadas com 30 gols: Mike Gartner (14)*
- Maior número de temporadas consecutivas com 30 gols: Mike Gartner (14)
- Mais gols em uma temporada por um ponta esquerda: Luc Robitaille (63)
- Mais gols em uma temporada por um estreante: Teemu Selanne (76)
- Mais assistências em uma temporada por um ponta esquerda: Joe Juneau (70)
- Mais assistências em uma temporada por um estreante: Joe Juneau (70)* (Nota: Wayne Gretzky marcou 86 assistências em seu primeiro ano, mas não foi considerado estreante)
- Mais pontos em uma temporada por um ponta esquerda: Luc Robitaille (125)
- Mais pontos em uma temporada por um estreante: Teemu Selanne (132) (Nota: Wayne Gretzky marcou 137 pontos em seu primeiro ano, mas não foi considerado estreante)
- Mais assistências em um jogo por um goleiro: Jeff Reese (3, em 10 de fevereiro de 1993)
- Mais jogos sem disputar mesmo ganhando o Troféu Art Ross: Mario Lemieux (24)

#### Playoffs

##### Time
- Mais jogos na prorrogação em um ano de playoffs: 28
- Mais vitórias na prorrogação em um ano de playoffs: Montreal Canadiens (10)
- Mais vitórias consecutivas na prorrogação em um ano de playoffs: Montreal Canadiens (10)
- Mais vitórias consecutivas em um ano de playoffs: Montreal Canadiens (11)*

##### Individual
- Mais vitórias consecutivas em um ano de playoffs: Patrick Roy (11)*
- Mais gols por um defensor em um jogo: Eric Desjardins (3, em 3 de junho de 1993)*
- Mais gols de power play em um jogo: Dino Ciccarelli (3, em 29 de abril de 1993)*
- Mais gols de shorthanded em um jogo: Tom Fitzgerald (2, em 8 de maio de 1993)*
- Mais assistências em um período: Adam Oates (3, em 24 de abril de 1993)*

* Equalled existing record

## Estreias
Esta é uma lista de jogadores importantes que jogaram seu primeiro jogo na NHL em 1992-93 (listados com seu primeiro time, asterisco marca estreia nos playoffs):
- Matthew Barnaby, Buffalo Sabres
- Byron Dafoe, Washington Capitals
- Roman Hamrlik, Tampa Bay Lightning
- Darius Kasparaitis, New York Islanders
- Alexei Kovalev, New York Rangers
- Robert Lang, Los Angeles Kings
- Eric Lindros, Philadelphia Flyers
- Vladimir Malakhov, New York Islanders
- Michael Nylander, Hartford Whalers
- Sandis Ozolinsh, San Jose Sharks
- Teemu Selanne, Winnipeg Jets
- Bryan Smolinski, Boston Bruins
- Martin Straka, Pittsburgh Penguins
- Alexei Zhamnov, Winnipeg Jets
- Alexei Zhitnik, Los Angeles Kings
- Sergei Zubov, New York Rangers

## Últimos jogos
Esta é uma lista de jogadores importantes que jogaram seu último jogo na NHL em 1992-93 (listados com seu último time):
- Reggie Lemelin, Boston Bruins
- Carey Wilson, Calgary Flames
- Brent Ashton, Calgary Flames
- John Ogrodnick, Detroit Red Wings
- Tim Kerr, Hartford Whalers
- Bobby Smith, Minnesota North Stars
- Brian Mullen, New York Islanders
- Brad Marsh, Ottawa Senators
- Laurie Boschman, Ottawa Senators
- Brian Hayward, San Jose Sharks
- Brian Lawton, San Jose Sharks
- Petri Skriko, San Jose Sharks
- Doug Wilson, San Jose Sharks
- Rick Wamsley, Toronto Maple Leafs
- Steve Kasper, Tampa Bay Lightning
- Ryan Walter, Vancouver Canucks
- Rod Langway, Washington Capitals
- Randy Carlyle, Winnipeg Jets

## Data limite para negociações
Data limite: 22 de março de 1993.
- 22 de março de 1993: Mark Hardy e a quinta escolha de Ottawa no Draft de 1993 (conseguida anteriormente com Ottawa) trocados do NY Rangers para Los Angeles por John McIntyre.
- 22 de março de 1993: Jim Hrivnak e considerações futuras trocados de Washington para Winnipeg por Rick Tabaracci.
- 22 de março de 1993: Peter Taglianetti trocado de Tampa Bay para Pittsburgh pela terceira escolha de Pittsburgh no Draft de 1993.
- 22 de março de 1993: Steve Konroyd trocado de Hartford para Detroit pela sexta escolha de Detroit no Draft de 1993.
- 22 de março de 1993: Nona escolha de Vancouver no Draft de 1993 trocada para Winnipeg por Dan Ratushny.
- 22 de março de 1993: Mike Hartman trocado de Tampa Bay para o New York Rangers por Randy Gilhen.
- 22 de março de 1993: Murray Craven e a quinta escolha de Vancouver no Draft de 1993 (adquirida anteriormente de Vancouver) trocados de  Hartford para Vancouver por Robert Kron, terceira escolha de Vancouver no Draft de 1993 e considerações futuras.
- 22 de março de 1993: Mike Ramsey trocado de Buffalo para Pittsburgh por Bob Errey.
- 22 de março de 1993: Craig Muni trocado de Edmonton por Chicago por Mike Hudson.

## Treinadores

### Treinadores da Conferência Príncipe de Gales
| Time                | Treinador      | Comentários                                    |
| ------------------- | -------------- | ---------------------------------------------- |
| Boston Bruins       | Brian Sutter   |                                                |
| Buffalo Sabres      | John Muckler   |                                                |
| Hartford Whalers    | Paul Holmgren  |                                                |
| Montreal Canadiens  | Jacques Demers |                                                |
| New Jersey Devils   | Herb Brooks    |                                                |
| New York Islanders  | Al Arbour      |                                                |
| New York Rangers    | Roger Neilson  | Substituído no meio da temporada por Ron Smith |
| Ottawa Senators     | Rick Bowness   |                                                |
| Philadelphia Flyers | Bill Dineen    |                                                |
| Pittsburgh Penguins | Scotty Bowman  |                                                |
| Quebec Nordiques    | Pierre Page    |                                                |
| Washington Capitals | Terry Murray   |                                                |

### Treinadores da Conferência Clarence Campbell
| Time                  | Treinador       | Comentários                                      |
| --------------------- | --------------- | ------------------------------------------------ |
| Calgary Flames        | Dave King       |                                                  |
| Chicago Blackhawks    | Darryl Sutter   |                                                  |
| Detroit Red Wings     | Bryan Murray    |                                                  |
| Edmonton Oilers       | Ted Green       |                                                  |
| Los Angeles Kings     | Barry Melrose   |                                                  |
| Minnesota North Stars | Bob Gainey      |                                                  |
| St. Louis Blues       | Bob Plager      | Substituído no início da temporada por Bob Berry |
| San Jose Sharks       | George Kingston |                                                  |
| Tampa Bay Lightning   | Terry Crisp     |                                                  |
| Toronto Maple Leafs   | Pat Burns       |                                                  |
| Vancouver Canucks     | Pat Quinn       |                                                  |
| Winnipeg Jets         | John Paddock    |                                                  |